# 팔라스긴혀박쥐
팔라스긴혀박쥐(Glossophaga soricina)는 주걱박쥐과(신세계잎코박쥐류)에 속하는 박쥐의 일종이다. 남아메리카와 중앙아메리카에서 발견되며, 빠른 물질대사를 하며 꽃꿀을 먹는다.

## 특징
작은 박쥐로 몸길이는 45~59mm이고 전완장은 33~38mm, 꼬리 길이는 5~10mm이다. 발 길이는 7~11mm이고 귀 길이는 9~15mm, 몸무게는 최대 12g이다. 털이 많고 부드럽다. 등 쪽은 불그스레한 갈색부터 회색빛 갈색을 띠는 반면에 배 쪽은 회색이다. 주둥이는 가늘고 길며, 작은 잎코를 갖고 있다.

## 물질대사
벌새처럼, 포유류 중에서 가장 빠른 물질대사를 하는 종으로 기록되어 있다. 저장된 지방의 50%를 비록 하루만에 사용하지만 에너지의 80% 이상을 어떤 형태로든 저장하지 않고 꽃꿀에서 제공하는 단당류에서 직접적으로 흡수한다.

## 생태
광산의 굴과 용수로, 건물, 동굴 속에 작거나 큰 무리를 이루어 생활한다. 다른 종과 함께 서식하기도 한다. 우기에는 곤충과 꽃, 식물 등을 먹고 건기에는 꽃꿀과 꽃가루를 먹는다. 중요한 가루받이 동물이다. 한 번에 한 마리의 새끼를 낳고 한 달 후 젖을 뗀다. 코스타리카에서 4월과 6월 그리고 12월과 2월 사이에 새끼를 낳는다.

## 분포 및 서식지
멕시코에서 아르헨티나 북부 사이 지역과 일부 카리브해 인근 제도의 아메리카 대륙에 널리 분포한다. 해발 2,600m 이내의 평야와 성숙림, 건조림, 교란 숲에서 서식한다.

## 아종
5종의 아종이 알려져 있다.
- G. s. soricina - 콜롬비아 중부와 동부, 베네수엘라, 가이아나, 수리남, 프랑스령 기아나, 브라질, 에콰도르와 페루 동부, 볼리비아, 파라과이, 아르헨티나 북부, 트리니다드섬, 마르가리타섬
- G. s. antillarum (Rehn, 1902) - 자메이카
- G. s. handleyi (Webster & Jones, 1980) - 멕시코 소노라주와 타마울리파스주부터 벨리즈와 과테말라, 온두라스, 니카라과, 엘살바도르, 코스타리카, 파나마를 거쳐 콜롬비아 서부 해안까지 분포
- G. s. mutica (Merriam, 1898) - 마리아스 제도
- G. s. valens (Miller, 1913) - 에콰도르와 페루 서부의 태평양 연안